# Ping
Пинг (енгл. Ping) је алатка за администрацију рачунарске мреже која се користи за тестирање доступности одредишног рачунара на ИП (интернет протокол) мрежи и за мерење времена за које се врати порука послата од домаћина ка одредишном рачунару. Име потиче из терминологије активног сонара који шаље импулс звука и ослушкује ехо ради откривања објеката под водом.

## Историја
Пинг алат је изумео Мајкл Џон Мус у децембру 1983. као средство за решавање проблема у рачунарским мрежама. Он је био инспирисан коментаром Дејвида Милса о коришћењу ехо пакета за дијагностику ИП мреже и за мерења. Мајк је алатки дао име по звуку који прави сонар, јер је методологија рада његове алатке слична принципу на којему ради сонар.
 1122 прописује да сваки домаћин (хост) мора да прихвати ехо захтев ехо и да мора да изда ехо одговор заузврат. Ово је окарактерисано као безбедносни ризик.

## Начин рада
Пинг алатка ради слањем ICMP (енгл. Internet Control Message Protocol) пакета „ехо захтев“ ка циљном хосту и чекања на ICMP одговор. Даље се мери време од слања пакета до пријема одговора (повратно време) и бележи уколико је дошло до губитака пакета. Резултати теста се штампају у статистичком облику, укључујући минимум, максимум, а средње повратно време. Пинг не оцењује нити израчунава време за успостављање везе, већ само даје средње време на већ успостављеној вези.
У зависности од варијанте израде, пинг команда може да се покрене са различитим опцијама којима може да омогући посебне оперативне режиме. Примери опција су: навођење величину пакета који се шаље, број провера које се извршавају итд.
Пинг алатка може бити злоупотребљена као једноставни облик хакерског напада за ускраћивање сервиса (енгл. denial-of-service) у облику пинг поплава (енгл. ping flood), у којима нападач загушује жртву са ICMP „ехо захтев“ пакетима.

## Пример
У следећем примеру је команда пинг искоришћена за проверу мрежног хоста www.example.com са 5 проба:

```
$ ping -n 5 www.example.com
PING www.example.com (192.0.43.10) 56(84) bytes of data.
64 bytes from 43-10.any.icann.org (192.0.43.10): icmp_seq=1 ttl=250 time=80.5 ms
64 bytes from 43-10.any.icann.org (192.0.43.10): icmp_seq=2 ttl=250 time=80.4 ms
64 bytes from 43-10.any.icann.org (192.0.43.10): icmp_seq=3 ttl=250 time=80.3 ms
64 bytes from 43-10.any.icann.org (192.0.43.10): icmp_seq=4 ttl=250 time=80.3 ms
64 bytes from 43-10.any.icann.org (192.0.43.10): icmp_seq=5 ttl=250 time=80.4 ms
 
--- www.example.com ping statistics ---
5 packets transmitted, 5 received, 0% packet loss, time 4006ms
rtt min/avg/max/mdev = 80.393/80.444/80.521/0.187 m
```

Алатка на крају сумира своје резултате после завршетка 5 пинг пакета. Најкраћи повратни пут је био 80,393 ms, просечно време је 80,444 ms, а максимална вредност је 80,521 ms. Мерење је имало стандардну девијацију од 0,187 ms.